# Noreja
Noreia je starodavno izgubljeno mesto, ki se je najverjetneje nahajalo na območju vzhodnih Alp, v južni Avstriji .